# Фрејзер Институт
Фрејзер Институт је либертаријанско - конзервативни канадски истраживачки центар за јавне политике и регистрована добротворна организација. Институт себе описује као независан и нестраначки. Седиште му је у Ванкуверу, са додатним канцеларијама у Калгарију, Торонту и Монтреалу, и повезан је са глобалном мрежом од 80 истраживачких центара преко Мреже економске слободе. Фрејзер је члан Атлас мреже лобиста либертаријанске политике.
Према извештају Global Go To Think Tank Index Report (Think Tanks and Civil Societies Program, Универзитет Пенсилваније), Фрејзер је број 14 (од 8.200) у Top Think Tanks Worldwide” и број 1 у „Top Think Tanks” у Мексику и Канади“.

## Историја
Институт Фрејзер су 1974. године основали Мајкл Вокер, економиста са Универзитета Западни Онтарио, и бизнисмен Т. Патрик Бојл, тада потпредседник МакМилан Блоедела. Добио је статус добротворне организације у Канади 22. октобра 1974. и у Сједињеним Државама 1978.
Његова наведена мисија је „да мери, проучава и саопштава утицај конкурентских тржишта и владине интервенције на добробит појединаца“. Институт је добио име по реци Фрејзер.
Сер Антони Фишер, који је раније имао кључну улогу у оснивању британског Института за економске односе, именован је за вршиоца дужности директора 1975. године, док Вокер није постао извршни директор 1977. У својој првој пуној години рада, 1975., институт је пријавио приход од 421.389 долара. Године 1988. приходи су премашили милион долара, а 2003. 6 милиона долара.

## Идеолошки став
Институт Фрејзер себе описује као „независну, нестраначку истраживачку и образовну организацију“, и предвиђа „слободан и просперитетни свет у коме појединци имају користи од већег избора, конкурентних тржишта и личне одговорности“.
Форбс је тај тхинк танк назвао либертаријанским. Њујорк тајмс описао је институт као слободарски. Ленгли Тајмс га је класификовао као либертаријанац десног центра.

## Истраживања и публикације
Институт самостално објављује различите извештаје:
- Индекс економске слободе : Годишњи индекс економске слободе света рангира земље света према степену економске слободе.[14] Институт је такође објавио регионалне и поднационалне извештаје који рангирају економске слободе Северне Америке, Латинске Америке, арапског света и франкофоније.[15] Ови извештаји се дистрибуирају широм света преко Мреже економске слободе, глобалне мреже од 80 истраживачких центара.[9]
- Индекс људске слободе : Заједно са Институтом Цато и Институтом Либералес при Фондацији за слободу Фридрих Науман, Институт Фрејзер објављује годишњи Индекс људске слободе, који представља стање људске слободе у свету на основу широке мере од 76 различитих индикатора који обухвата личну, грађанску и економску слободу.[16] Индекс представља широку меру људске слободе, схваћену као одсуство принудног ограничења. Индекс покрива следеће области: владавина права, безбедност и безбедност, покрет, религија, удружење, скупштина и цивилно друштво, изражавање, односи, величина владе, правни систем и имовинска права, приступ здравом новцу, слобода међународне трговине, и регулисање кредита, рада и пословања.[17] Индекс људске слободе креиран је 2015. године и покрива 152 земље за 2008, 2010, 2011. и 2012.[18][19][20][21][22] У јануару 2016. додани су подаци за 2013. који покривају 157 земаља.
- Ваитинг Иоур Турн: Ваит Тимес фор Хеалтх Царе ин Цанада [23] је годишњи извештај института о времену чекања у болници у Канади, заснован на националном истраживању лекара и здравствених радника. Двадесето годишње истраживање, објављено у децембру 2010, показало је да је укупно време чекања између упућивања лекара опште праксе и пружања изборног лечења од стране специјалисте, у просеку за 12 специјалности и 10 анкетираних провинција, порасло са 16,1 недеље у 2009. години на 18,2 недеље у 2010.[23]
- Истраживање рударских компанија : Глобално истраживање рударских компанија које се објављује сваке године рангира инвестиционе климе у рударским јурисдикцијама широм света, на основу мишљења руководилаца и менаџера рударске индустрије.[24]
- Глобална анкета о нафти : Годишње истраживање нафтних руководилаца у вези са препрекама инвестицијама у регионима који производе нафту и гас широм света. [25]
- Канадска провинцијска инвестициона клима : Серија извештаја који мере степен у коме канадске провинције прихватају јавне политике које доприносе и одржавају позитивну инвестициону климу.[26]
- Извештаји о ватреном оружју . Институт Фрејзер је објавио низ чланака и изјава противећи се канадским законима о контроли оружја,[27][28] укључујући регистар ватреног оружја.[29]
- Школске извештаје: Сваке године институт објављује серију школских извештаја у којима се рангирају академски резултати школа у Британској Колумбији, Алберти, Онтарију, Квебеку и држави Вашингтон на основу јавно доступних резултата стандардизованог тестирања које обавезују и управљају провинције.[30] Веб страница www.compareschoolrankings.org омогућава свакоме да упореди до пет школа одједном, на основу различитих индикатора учинка.[31]
- Дан пореске слободе : Годишњи извештај Института о Дану пореске слободе израчунава дан када је просечна канадска породица исплатила укупан порески рачун и тантијеме које су им и корпорацијама наметнули сви нивои власти.[32] У 2016, Дан пореске слободе био је 7. јун са прикупљеним 45.167 долара (42,9 одсто прихода) по породици. [33] Институт нуди и лични калкулатор Дана пореске слободе.[34]
- Институт издаје три часописа: Фрасер Форум, двомесечни преглед јавних политика у Канади; Перспецтивес, преглед јавне политике у Квебеку и франкофонији на француском језику; и Canadian Student Review, поглед на актуелности које су студенти написали за студенте.[35]
- У марту 2010. институт је објавио Did Government Stimulus Fuel Economic Growth in Canada? An Analysis of Statistics Canada Data,[36] извештај који критикује Економски акциони план владе Харпер, у којем се закључује да пакет стимулација није имао материјалног утицаја на економски преокрет Канаде у другој половини 2009. године.

## Образовни програми
Институт повремено организује бесплатне семинаре широм Канаде за студенте, наставнике и новинаре, фокусирајући се на кључне економске концепте и правовремена питања у јавној политици. Институт је 2010. године био домаћин осам једнодневних студентских семинара, на којима је учествовало више од 775 учесника.
Фрасер Институт такође нуди програм стажирања, на који се 2010. пријавило више од 431 особе.

## Друге иницијативе

### Children First
Први канадски приватно финансирани програм те врсте, Children First: School Choice Trust, нуди грантове за помоћ у школарини како би помогли родитељима у финансијским потребама да пошаљу своју децу у независну школу по свом избору. Програм је прекинут 2012. године.

### Donner Awards
Највећи канадски непрофитни програм признања, Donner Canadian Foundation Awards for Excellence in the Delivery of Social Services одаје признање непрофитним агенцијама за друштвене услуге које се, упркос ограничењима буџета, истичу у погледу управљања и пружања услуга. Победници се бирају сваке године у различитим категоријама и деле наградни фонд од 60.000 долара.

### School Chain Showcase
Глобална база података школских ланаца, вишејезична веб локација омогућава свакоме да се повеже са оператерима школских ланаца широм света. 

## Управљање
У априлу 2012. за председника је именован економиста Нилс Велдхојс. Институтом управља управни одбор. 

## Критика
Према CBC News, неки људи наводе да је Мајкл Вокер помогао у оснивању института након што је добио финансијску подршку од шумарског гиганта MacMillan Bloedel, углавном да би се супротставио влади Британске Колумбије НДП, коју је тада водио премијер Дејв Барет.
Крајем 1997. године, институт је успоставио истраживачки програм који опонаша британску јединицу за социјална питања, названу Центар за социјална питања. Њен оснивач био је Патрик Бешам. Програм су финансирали Rotmans internacional и Philip Morris. Када је Rotmans купио British American Tobacco (БАТ) 1999. године, његово финансирање је престало, а 2000. институт је писао БАТ-у тражећи 50.000 долара годишње, како би се поделио између Центра за социјална питања и Центра за ризик и регулативу .  У писму је истакнута публикација института из 1999. Passive Smoke: The EPA's Betrayal of Science and Policy, „која је истакла одсуство било каквих научних доказа о повезивању рака са пасивним пушењем [и] добила је широку медијску покривеност како у Канади тако иу Америка". У то време, извршни директор БАТ-ове канадске подружнице, Имасцо, такође је био у одбору повереника Фрејзер института. Фрејзер институт је престао да открива своје изворе корпоративног финансирања 1980-их.
Године 1999. Институт Фрејзер је био критикован од стране здравствених радника и научника због спонзорисања две конференције о дуванској индустрији под насловом Junk Science, Junk Policy? Managing Risk and Regulation and Should Government Butt Out? The Pros and Cons of Tobacco Regulation. Критичари су оптужили институт да се повезује са бројним покушајима дуванске индустрије да дискредитује аутентични научни рад.